# Exysma laevigata
Exysma laevigata is een keversoort uit de familie zwamkevers (Endomychidae). De wetenschappelijke naam van de soort werd in 1891 gepubliceerd door Henry Stephen Gorham.